# Chandler Riggs
Chandler Carlton Riggs (Atlanta, 27 de junho de 1999) é um ator norte-americano, mais conhecido por seu papel como "Carl Grimes" na série de televisão americana The Walking Dead, onde interpretava o filho de Rick Grimes com Lori Grimes. 
Chandler nasceu em Atlanta, Geórgia. É filho de William e Gina Ann, tem um irmão mais novo chamado Grayson. Chandler começou a sua carreira em 2009 quando participou da comédia Get Low, estrelada por Robert Duvall, Sissy Spacek e Bill Murray. Em 2010 conseguiu o papel de Carl Grimes na série The Walking Dead e de Ryan Gregory no filme para televisão The Wronged Man.
Em 2019, Chandler Riggs fez uma gravação para a Série "A Million Little Things" da emissora ABC Studios, dos Estados Unidos. Ele faz o personagem Patrick Nelson na série norte-americana.

## Filmografia
| Filmes    | Filmes               | Filmes                       | Filmes                              |
| --------- | -------------------- | ---------------------------- | ----------------------------------- |
| Ano       | Filme                | Papel                        | Notas                               |
| 2009      | Get Low              | Tom                          |                                     |
| 2010      | The Wronged Man      | Ryan Gregory (com sete anos) | Telefilme                           |
| 2011      | Terminus             | Daniel                       |                                     |
| 2014      | Mercy                | George                       |                                     |
| 2015      | Keep Watching        | John mitchell                |                                     |
| 2019      | O herdeiro da drogas | Cooper                       |                                     |
| Televisão |                      |                              |                                     |
| 2010–2017 | The Walking Dead     | Carl Grimes                  | 1ª a 8ª temporada (Papel Principal) |

## Prêmios e indicações
| Ano  | Prêmio             | Categoria                                                  |                  | Resultado |
| 2012 | Young Artist Award |                                                            |                  |           |
| 2012 | Satellite Awards   |                                                            |                  |           |
| 2013 | Young Artist Award |                                                            |                  |           |
| 2014 | Saturn Awards      | Melhor Performance por um Jovem Ator em Série de televisão | The Walking Dead | Venceu    |
| 2015 | saturn Award       | Melhor Performance por um Jovem Ator em Série de Televisão | The Walking Dead | Indicado  |
| 2016 | Saturno Award      | Melhor Performance por um Jovem Ator em Série de Televisão | The Walking Dead | Venceu    |